# 岡上神社
岡上神社（おかのうえじんじゃ）は、徳島県板野町に鎮座する神社である。

## 歴史
創建年は不詳。『延喜式神名帳』に記載された式内社である。 1789年（寛政元年）に現在地に移る。
源義経が阿波国勝浦に上陸し、讃岐国の屋島へ向かう最中に当社を参詣し、武運長久を祈願したと伝わる。「岡上」は、本来の読み方は「おかのかみ」であり、「うかの神」からの訛りとする説がある。
境内には「岡の宮の大クス」と呼ばれるクスノキがあり、徳島県の指定天然記念物に指定されている。古来より「御神鏡木」といわれており、根回りは約25ｍと太く、一つの根から幹が三つに分かれ、うち一つが更に二つに分かれて、四つの幹がせり合うように並立している。

## 祭神
- 豊受姫命

## 境内社
- 地神社

## 交通
- 徳島自動車道「板野インターチェンジ」から車で約5分。
- JR高徳線板野駅から徒歩約10分。